# NBA G-League
Die NBA G-League, kurz G-League oder englisch G League genannt, ist eine von der National Basketball Association (NBA) offiziell gesponserte und organisierte Basketballorganisation, deren Zweck es ist, in ihrem Spielbetrieb mit „Farmteams“ Nachwuchs- und Ersatzspielern Einsatzzeit zu geben, damit diese dann vorübergehend oder dauerhaft in die Kader der Klubs der NBA wechseln können. 2012 hatten bereits knapp ein Viertel aller NBA-Profis mindestens einmal in einem G-League-Team gespielt.
Im Zuge einer Zusammenarbeit mit dem Getränkehersteller Gatorade sollte die Liga ab der Saison 2017/18 ursprünglich von NBA Development League (D-League) in NBA Gatorade League umbenannt werden. Kurz vor Saisonbeginn wurde NBA G League als offizieller Name festgelegt.

## Geschichte

Logo der früheren NBA Development League

Die Liga startete als National Basketball Development League (NBDL) ihren Spielbetrieb in der Spielzeit 2001/02 mit acht Franchises, die allesamt im Südosten der USA angesiedelt waren. Nach vier Spielzeiten stellte dann im März 2005 der NBA-Commissioner David Stern einen Plan vor, der die D-League auf 15 Teams vergrößern sollte und sie zu einer echten Minor League mit Farm-System machen sollte, in der sich jeweils zwei NBA-Teams ein D-League-Team teilen. In der Folge wurde die Liga in NBA Development League (D-League) umbenannt und die Mannschaften schrittweise auf die gesamten Vereinigten Staaten verteilt.
In der Spielzeit 2006/07 spielte man bereits mit zwölf Mannschaften, indem man mit den Bakersfield Jam und dem Anaheim Arsenal die ersten beiden Teams im südwestlichen Kalifornien ansiedelte, sowie vier Mannschaften aus der in Konkurs gegangenen Continental Basketball Association (CBA) übernahm: die Dakota Wizards, Sioux Falls Skyforce, Idaho Stampede und Colorado 14ers. Mit den Los Angeles D-Fenders wurde auch das erste Team aufgenommen, das sich komplett im Eigentum eines NBA-Teams bzw. dessen Eigentümers befand. Seit dieser Spielzeit wird auch das All-Star-Game der D-League im Rahmen des NBA All-Star Weekends ausgetragen. Das erste All-Star-Game in diesem Rahmen fand am 17. Februar 2007 im Mandalay Bay Resort and Casino am Las Vegas Strip, Nevada statt, obwohl in Las Vegas kein Franchise der NBA und im Staat Nevada mit den Reno Bighorns erst ein Jahr später ein Franchise der D-League angesiedelt wurde. Beim 114:100-Sieg der Auswahl des Ostens wurde der Brite Pops Mensah-Bonsu als Most Valuable Player des Spiels ausgezeichnet.
Ab der Spielzeit 2008/09 kam man auf die zu diesem Zeitpunkt vorgesehene Sollstärke von 16 Mannschaften. In der Vergangenheit stellten wegen der Ausweitung der Liga und damit verbundener höherer Kosten verschiedene Franchises ihren Spielbetrieb ein oder wechselten den Standort, was oftmals nur kurz- oder mittelfristig Erfolg zeitigte. Im Wesentlichen setzte sich ab 2012 das Konzept der Lakers/D-Fenders durch, dass Franchises der D-League direkt übernommen oder gegründet wurden oder exklusive Partnerschaften vereinbart wurden (sogenanntes Hybrid-Modell). Nachdem die Utah Flash von den Philadelphia 76ers übernommen worden und 2013 als Delaware 87ers in die D-League zurückgekehrt war, wurde erstmals die bisherige Sollstärke von 16 Mannschaften überschritten. Mit dem D-League-Champion von 2014, den Fort Wayne Mad Ants, gab es zu Beginn der Saison 2014/15 die letzte unabhängige Mannschaft. 2015 wurden die Mad Ants von den Indiana Pacers erworben. Nach der Neuaufnahme der Westchester Knicks zur Saison 2014/15 und zweier Umzüge wurden die Divisionen neu aufgeteilt. Aus drei Divisionen wurden jetzt vier, die nach dem Vorbild der NBA in zwei Conferences aufgeteilt waren.
Mit den Raptors 905 hat ab der Saison 2015/16 das 19. Franchise den Spielbetrieb in der NBA D-League aufgenommen. Die mit den Toronto Raptors verbundene Mannschaft ist in Mississauga, etwa 20 Meilen (32 Kilometer) westlich von Toronto, beheimatet. Hauptsächlich sollen die Partien im Hershey Centre ausgetragen werden. Es werden aber auch gelegentlich Spiele im Air Canada Centre, der Arena der Toronto Raptors, veranstaltet. Die Raptors 905 sind das erste außerhalb der Vereinigten Staaten stationierte Team der D-League.
Die Liga wuchs seitdem beständig. Das Ziel war und ist es, jedem der 30 NBA-Teams ein Farmteam zuzuordnen. Für die Saison 2016/17 wurde die Liga mit dem Greensboro Swarm, den Windy City Bulls und den Long Island Nets auf 22 Mannschaften aufgestockt.
In der Saison 2017/18 stießen erneut vier Teams dazu, die in Lakeland (Florida), Southaven (Mississippi), Ontario (Kalifornien) und Oshkosh (Wisconsin) beheimatet waren. Ebenso erfolgte eine Umbenennung der Liga in NBA G-League und eine Neuordnung der Divisionen, die auf sechs aufgestockt wurden. Für die Saison 2018/19 wurde mit dem Capital City Go-Go (Go-go ist eine örtliche Variante des Funk) ein neues Team in Washington, D.C. verkündet und die Reno Bighorns mit dem Namen des Mutterfranchises nach Stockton umgesiedelt. 2019/20 zogen die Erie BayHawks als College Park Skyhawks in Atlantas Vorort College Park um. Das zukünftige Farmteam der New Orleans Pelicans ging zur gleichen Zeit vorübergehend nach Erie. Langfristig sollte es ab 2021/22 als Birmingham Squadron in Birmingham, Alabama spielen. Mit der daraus resultierenden De-facto-Einstellung der Erie BayHawks führten lediglich die Houston Rockets und die Denver Nuggets noch sogenannte Hybrid-Tochtergesellschaften führen, also Franchises, die durch örtliche Besitzer geführt und gemanagt werden.
Zuvor sollten ab der Saison 2020/21 die Capitanes de Ciudad de México aus Mexiko-Stadt der Liga beitreten. Das Team wird keinem NBA-Team zugeordnet sein und die Vereinbarung wird zunächst auf fünf Jahre begrenzt sein, trat wegen der COVID-19-Pandemie jedoch erst ein Jahr später in Kraft. Außerdem fanden wegen der Reisebeschränkungen vorerst keine Spiele in Mexiko statt und der Stützpunkt des Franchises war Fort Worth, Texas. Stattdessen trat 2020/21 ein in Walnut Creek, Kalifornien beheimatetes Auswahlteam für Highschool-Absolventen, die den Umweg über den College-Basketball vermeiden wollten, unter dem Namen NBA G League Ignite in einer NBA G-League-Luftblase mit 17 weiteren Teams in Orlando an. Die nachfolgende Saison 2021/22 war zweigeteilt. Alle 30 Teams spielten in vier regionalen Gruppen (Pods) zwölf Platzierungsspiele für den Showcase Cup, der an einem Showcase-Wochenende kurz vor Weihnachten mit den vier Gruppensiegern und den vier punktbesten Teams ausgespielt wurde. Team Ignite und die Capitanes trugen ihre Heimspiele bei ihren jeweiligen Gegnern aus, an der regulären Saison mit 36 Spielen und der Postseason nahmen beide in dieser Saison noch nicht teil. Neben der Birmingham Squadron spielten 2021/22 außerdem die Northern Arizona Suns als Motor City Cruise für die Detroit Pistons, während deren bisheriges Farmteam, der Grand Rapids Drive, im April 2021 von den Denver Nuggets erworben wurde und als Grand Rapids Gold antrat. Zum Herbst 2023 zogen zwei Franchises, Lakeland Magic und die Fort Wayne Mad Ants um, und gab Portlands Farmteam, Rip City Remix, sein Debüt. Im Showcase Cup wurden bis zu 16 aber mindestens 14 Spiele ausgetragen, die reguläre Saison im Anschluss daran besteht für die 31 Teams aus 34 Begegnungen. In der Saison 2024/25 werden endlich alle NBA-Franchises ein eigenes G-League-Team besitzen. Besitzer Mat Ishbia sicherte sich die Rechte für seine Phoenix Suns, die im Februar 2024 einen Wettbewerb für die Namensgebung des neuen Teams ausgeschrieben hatten. Gewonnen hst der Vorschlag Valley Suns. Gleichzeitig wird das Ignite-Team aufgelöst.

## Spielerzuweisung
Spieler der G-League unterzeichnen keine Verträge mit den Klubs, sondern mit der Liga selbst. Der Kader eines G-League-Teams besteht aus zwölf Spielern, darunter sind zehn (oder weniger) G-League-Spieler und zwei (oder mehr) NBA-Profis. Das Team besteht aus Spielern der vorigen Saison, Spielern, die im G-League-Draft gewählt wurden, zugeteilten Spielern (Spieler die einem Team zugewiesen sind, zu denen sie eine lokale Verbindung haben. So werden z. B. Spieler der University of Texas den Austin Toros zugeteilt.), NBA-Spielern und einem Spieler, der bei einer lokalen Ausscheidung überzeugen konnte.
Ein NBA-Spieler mit weniger als vier Dienstjahren kann, beispielsweise bei Trainingsrückständen oder nach einer langen Verletzung, unbegrenzt häufig zur G-League abgestellt und genauso häufig zurückbestellt werden. Jene NBA-Teams ohne eigenes G-League-Team können Spieler mittels des Flexible Assignment Systems abstellen. Sollte kein Team bereit sein, die Spieler aufzunehmen, werden sie einem der fünf Hybrid Affiliate Teams zugelost (2018/19 sind die Teams der Celtics, Rockets, Heat, Mavericks und Pistons hybrid affiliates).
Viele Spieler, die von NBA-Mannschaften gedraftet oder gekündigt worden waren, begannen in der G-League zu spielen und so kam es, dass schon bald viele Spieler aus dieser Entwicklungsliga einen Vertrag in der NBA bekamen. Die berühmtesten und momentan aktiven NBA-Spieler, die ihren Weg durch die NBDL gegangen sind, sind Rafer Alston, Chris Andersen, Will Bynum, Matt Carroll, Smush Parker, Devin Brown und Bobby Simmons. Daneben empfahlen sich viele Spieler durch ihren G-League-Aufenthalt für das dazugehörige NBA-Team. Bekannte Beispiele sind Andray Blatche, J. J. Barea, Marcin Gortat, Ramon Sessions, Jeremy Lin oder Danny Green. Auch deutsche Profis sind oder waren in der G-League aktiv. Dazu gehörten und gehören Tim Ohlbrecht, Elias Harris, Dennis Schröder, Tibor Pleiß, Paul Zipser, Isaiah Hartenstein, Isaac Bonga, Moritz Wagner und David Krämer.
Seit einiger Zeit schaffen es auch junge Collegeabbrecher über die G-League in den NBA-Draft. Mike Taylor war im NBA-Draft 2008 der erste Spieler, der direkt aus der G-League gedraftet wurde. Nach ihm gelang dies nur noch Latavious Williams (2010), Chukwudiebere Maduabum (2011), Glen Rice Jr. (2013), Thanasis Antetokounmpo und P. J. Hairston (beide 2014) im NBA-Draft ausgewählt zu werden. Hairston war der erste G-League-Spieler, der in der ersten Draftrunde ausgewählt wurde und somit einen garantierten NBA-Vertrag erhielt.

## Exhibit-10-Contracts
Ein Exhibit-10-Vertrag ist ein nicht garantierter einjähriger Vertrag zum Mindestlohn, der es einem NBA-Franchise erlaubt, mehr als die während einer Saison in einem Kader erlaubten 15 Spieler in der Preseason (Saisonvorbereitung) mit ins Trainingslager zu nehmen. Ein Spieler mit einem solchen Vertrag wird affiliate player (angegliederter Spieler) genannt und er hat die Möglichkeit, seine Fähigkeiten im Kreise der Veteranenspieler zu demonstrieren. Wird der Vertrag aufgehoben, so wird ein Bonus von bis zu 50.000 US-Dollar fällig, sofern der Spieler mindestens sechzig Tage beim G-League-Team des Franchises bleibt (zuzüglich des Tagessatzes der G-League). Vor der regulären Saison kann dieser Vertrag jedoch in den o.a. Two-Way-Contract umgewandelt werden. In diesem Falle wird der Bonus mit dem Gehalt verrechnet. Selbstverständlich kann ein umgewandelter Vertrag in einem solchen Falle ebenfalls in einen Standard-NBA-Vertrag zurückgewandelt werden. Lediglich sechs Exhibit 10-Verträge sind gleichzeitig erlaubt und dürfen nicht verlängert, erneuert oder anders als oben beschrieben neu verhandelt werden. Während jedes Team Two-Way-Contracts abschließen darf, muss es für einen Exhibit-10-Contract über ein angeschlossenes G-League-Team verfügen.

## Mannschaften
| Eastern Conference            |                             |           |                        |
| Eastern Pod                   |                             |           |                        |
| Mannschaftsbezeichnung        | Standort                    | dort seit | NBA-Teamzuordnung      |
| Capital City Go-Go            | Washington, D.C.            | 2018      | Washington Wizards     |
| College Park Skyhawks         | College Park (Georgia)      | 2019      | Atlanta Hawks          |
| Delaware Blue Coats           | Wilmington (Delaware)       | 2018      | Philadelphia 76ers     |
| Greensboro Swarm              | Greensboro (North Carolina) | 2016      | Charlotte Hornets      |
| Long Island Nets              | Uniondale (New York)        | 2016      | Brooklyn Nets          |
| Maine Celtics                 | Portland (Maine)            | 2009      | Boston Celtics         |
| Raptors 905                   | Mississauga (Ontario)       | 2015      | Toronto Raptors        |
| Westchester Knicks            | White Plains (New York)     | 2014      | New York Knicks        |
| Central Pod                   |                             |           |                        |
| Mannschaftsbezeichnung        | Standort                    | dort seit | NBA-Teamzuordnung      |
| Cleveland Charge              | Cleveland (Ohio)            | 2021      | Cleveland Cavaliers    |
| Grand Rapids Gold             | Grand Rapids (Michigan)     | 2014      | Denver Nuggets         |
| Iowa Wolves                   | Des Moines (Iowa)           | 2007      | Minnesota Timberwolves |
| Motor City Cruise             | Detroit (Michigan)          | 2021      | Detroit Pistons        |
| Noblesville Boom              | Noblesville (Indiana)       | 2025      | Indiana Pacers         |
| Sioux Falls Skyforce          | Sioux Falls (South Dakota)  | 1989      | Miami Heat             |
| Windy City Bulls              | Hoffman Estates (Illinois)  | 2016      | Chicago Bulls          |
| Wisconsin Herd                | Oshkosh (Wisconsin)         | 2017      | Milwaukee Bucks        |
| Western Conference            |                             |           |                        |
| Southern Pod                  |                             |           |                        |
| Mannschaftsbezeichnung        | Standort                    | dort seit | NBA-Teamzuordnung      |
| Austin Spurs                  | Cedar Park (Texas)          | 2005      | San Antonio Spurs      |
| Birmingham Squadron           | Birmingham (Alabama)        | 2021      | New Orleans Pelicans   |
| Memphis Hustle                | Southaven (Mississippi)     | 2017      | Memphis Grizzlies      |
| Capitanes de Ciudad de México | Mexiko-Stadt (Mexiko)       | 2021      | ohne Zuordnung         |
| Oklahoma City Blue            | Oklahoma City (Oklahoma)    | 2014      | Oklahoma City Thunder  |
| Osceola Magic                 | Kissimmee (Florida)         | 2023      | Orlando Magic          |
| Rio Grande Valley Vipers      | Edinburg (Texas)            | 2007      | Houston Rockets        |
| Texas Legends                 | Frisco (Texas)              | 2009      | Dallas Mavericks       |
| Western Pod                   |                             |           |                        |
| Mannschaftsbezeichnung        | Standort                    | dort seit | NBA-Teamzuordnung      |
| NBA G League Ignite           | Henderson (Nevada)          | 2022      | ohne Zuordnung         |
| Rip City Remix                | Portland (Oregon)           | 2023      | Portland Trail Blazers |
| Salt Lake City Stars          | Salt Lake City (Utah)       | 2016      | Utah Jazz              |
| San Diego Clippers            | Oceanside (Kalifornien)     | 2024      | Los Angeles Clippers   |
| Santa Cruz Warriors           | Santa Cruz (Kalifornien)    | 2012      | Golden State Warriors  |
| South Bay Lakers              | El Segundo (Kalifornien)    | 2017      | Los Angeles Lakers     |
| Stockton Kings                | Stockton (Kalifornien)      | 2018      | Sacramento Kings       |

### Übersicht
| Blue Coats |

| Nets |

| Celtics |

| 905 |

| Knicks |

| Go-Go |

| Skyhawks |

| Swarm |

| Charge |

| Boom |

| Bulls |

| Herd |

| Gold |

| MC |

| Skyforce |

| Wolves |

| Magic |

| Squadron |

| Hustle |

| Legends |

| Spurs |

| Vipers |

| Blue |

| Remix |

| Stars |

| Clippers |

| Warriors |

| Lakers |

| Kings |

| Team Ignite |

| Capitanes |

### Ehemalige Mannschaften
| Team Ignite |

| Arsenal |

| Jam |

| D-Fenders |

| Bighorns |

| Stampede |

| Flash |

| Suns |

| 14ers |

| Thunderbirds |

| Wizards |

| Toros |

| 66ers |

| Drive |

| Ants |

| Charge |

| 87ers |

| Armor |

| RimRockers |

| Flyers |

| Erie |

| Flame |

| Magic |

| Flight |

| Revelers |

| Riverdragons |

| Altitude |

| Patriots |

| Lowgators |

| Groove |

| Dazzle |

Gründungsmannschaften der NBDL fett
| Mannschaftsbezeichnung                           | Standort                                          | dort aktiv           | Schicksal |
| ------------------------------------------------ | ------------------------------------------------- | -------------------- | --- |
| Agua Caliente Clippers of Ontario                | Ontario (Kalifornien)                             | 2017–2022            | Umbenennung in Ontario Clippers (bis 2024) →San Diego Clippers                                                 |
| Albuquerque Thunderbirds New Mexico Thunderbirds | Albuquerque (New Mexico) Rio Rancho (New Mexico)1 | 2005–2010 2010–2011  | →Canton Charge (bis 2021) →The Charge (2021) →Cleveland Charge                                                 |
| Anaheim Arsenal                                  | Anaheim (Kalifornien)                             | 2006–2009            | →Springfield Armor (bis 2014) →Grand Rapids Drive (bis 2021) →Grand Rapids Gold                                |
| Arkansas RimRockers                              | Little Rock (Arkansas)                            | 2005–2007            | eingestellt |
| Asheville Altitude                               | Asheville (North Carolina)                        | 2001–2005            | →Tulsa 66ers (bis 2014) →Oklahoma City Blue                                                                    |
| Austin Toros                                     | Austin (Texas)                                    | 2005–2014            | Umbenennung in Austin Spurs                                                                                    |
| Bakersfield Jam                                  | Bakersfield (Kalifornien)                         | 2006–2016            | →Northern Arizona Suns →Motor City Cruise                                                                      |
| Canton Charge                                    | Canton (Ohio)                                     | 2011–2021            | →The Charge (2021) →Cleveland Charge                                                                           |
| (North) Charleston Lowgators                     | Charleston (South Carolina)                       | 2001–2004            | →Florida Flame (bis 2007)                                                                                      |
| Colorado 14ers                                   | Broomfield (Colorado)                             | 2006–2009            | →Texas Legends                                                                                                 |
| Columbus Riverdragons                            | Columbus (Georgia)                                | 2001–2005            | →Austin Toros (bis 2014) →Austin Spurs                                                                         |
| Dakota Wizards                                   | Bismarck (North Dakota)                           | 2005–2012            | →Santa Cruz Warriors                                                                                           |
| Delaware 87ers                                   | Newark (Delaware)                                 | 2013–2018            | Umbenennung in Delaware Blue Coats                                                                             |
| Erie BayHawks (2008–2017)                        | Erie (Pennsylvania)                               | 2008–2017            | →Lakeland Magic (bis 2023) →Osceola Magic                                                                      |
| Erie BayHawks (2017–2019)                        | Erie (Pennsylvania)                               | 2017–2019            | →College Park Skyhawks                                                                                         |
| Erie BayHawks (2019–2021)                        | Erie (Pennsylvania)                               | 2019–2021            | →Birmingham Squadron, de facto eingestellt                                                                     |
| Fayetteville Patriots                            | Fayetteville (North Carolina)                     | 2001–2006            | eingestellt |
| Florida Flame                                    | Fort Myers (Florida)                              | 2004–2007            | eingestellt |
| Fort Wayne Mad Ants                              | Fort Wayne (Indiana)                              | 2007–2023            | →Indiana Mad Ants (bis 2025) →Noblesville Boom                                                                 |
| Fort Worth Flyers                                | Fort Worth (Texas)                                | 2005–2007            | eingestellt |
| Grand Rapids Drive                               | Walker (Michigan)                                 | 2014–2021            | Umbenennung in Grand Rapids Gold                                                                               |
| Greenville Groove                                | Greenville (South Carolina)                       | 2001–2003            | eingestellt |
| Idaho Stampede                                   | Boise (Idaho)                                     | 2006–2016            | →Salt Lake City Stars                                                                                          |
| Huntsville Flight                                | Huntsville (Alabama)                              | 2001–2005            | →Albuquerque/New Mexico Thunderbirds (bis 2011) →Canton Charge (bis 2021) →The Charge (2021) →Cleveland Charge |
| Lakeland Magic                                   | Lakeland (Florida)                                | 2017–2023            | →Osceola Magic                                                                                                 |
| Los Angeles D-Fenders                            | Los Angeles (Kalifornien)                         | 2006–2010, 2011–2017 | Umbenennung in South Bay Lakers                                                                                |
| Maine Red Claws                                  | Portland (Maine)                                  | 2009–2021            | Umbenennung in Maine Celtics                                                                                   |
| Mobile Revelers                                  | Mobile (Alabama)                                  | 2001–2003            | eingestellt |
| Northern Arizona Suns                            | Prescott Valley (Arizona)                         | 2016–2021            | →Motor City Cruise                                                                                             |
| Reno Bighorns                                    | Reno (Nevada)                                     | 2008–2018            | →Stockton Kings                                                                                                |
| Roanoke Dazzle                                   | Roanoke (Virginia)                                | 2001–2006            | eingestellt |
| Springfield Armor                                | Springfield (Massachusetts)                       | 2009–2014            | →Grand Rapids Drive (bis 2021) →Grand Rapids Gold                                                              |
| Team Ignite                                      | Walnut Creek (Ort, Kalifornien)                   | 2020–2022            | Umzug nach Henderson (Nevada)                                                                                  |
| The Charge                                       | Cleveland (Ohio)                                  | 2021                 | Umbenennung in Cleveland Charge                                                                                |
| Tulsa 66ers                                      | Tulsa (Oklahoma)                                  | 2005–2014            | →Oklahoma City Blue                                                                                            |
| Utah Flash                                       | Orem (Utah)                                       | 2007–2011            | →Delaware 87ers (bis 2018) →Delaware Blue Coats                                                                |

1 Rio Rancho grenzt unmittelbar an Albuquerque in New Mexico. Mit der Heimspielstätte wurde jedoch auch der Name gewechselt.

## Meister der NBA G-League
| Saison  | Sieger                   | Ergebnis          | Verlierer                  |
| ------- | ------------------------ | ----------------- | -------------------------- |
| 2001/02 | Greenville Groove        | 2:0               | North Charleston Lowgators |
| 2002/03 | Mobile Revelers          | 2:1               | Fayetteville Patriots      |
| 2003/04 | Asheville Altitude       | 108:106 (n.Verl.) | Huntsville Flight          |
| 2004/05 | Asheville Altitude       | 90:67             | Columbus Riverdragons      |
| 2005/06 | Albuquerque Thunderbirds | 119:108           | Fort Worth Flyers          |
| 2006/07 | Dakota Wizards           | 129:121 (n.Verl.) | Colorado 14ers             |
| 2007/08 | Idaho Stampede           | 2:1               | Austin Toros               |
| 2008/09 | Colorado 14ers           | 2:0               | Utah Flash                 |
| 2009/10 | Rio Grande Valley Vipers | 2:0               | Tulsa 66ers                |
| 2010/11 | Iowa Energy              | 2:1               | Rio Grande Valley Vipers   |
| 2011/12 | Austin Toros             | 2:1               | Los Angeles D-Fenders      |
| 2012/13 | Rio Grande Valley Vipers | 2:0               | Santa Cruz Warriors        |
| 2013/14 | Fort Wayne Mad Ants      | 2:0               | Santa Cruz Warriors        |
| 2014/15 | Santa Cruz Warriors      | 2:0               | Fort Wayne Mad Ants        |
| 2015/16 | Sioux Falls Skyforce     | 2:1               | Los Angeles D-Fenders      |
| 2016/17 | Raptors 905              | 2:1               | Rio Grande Valley Vipers   |
| 2017/18 | Austin Spurs             | 2:0               | Raptors 905                |
| 2018/19 | Rio Grande Valley Vipers | 2:1               | Long Island Nets           |
| 2019/20 | Saison abgesagt          |                   |                            |
| 2020/21 | Lakeland Magic           | 97:78             | Delaware Blue Coats        |
| 2021/22 | Rio Grande Valley Vipers | 2:0               | Delaware Blue Coats        |
| 2022/23 | Delaware Blue Coats      | 2:0               | Rio Grande Valley Vipers   |
| 2023/24 | Oklahoma City Blue       | 2:1               | Maine Celtics              |

## Saison-MVPs
- 2001/02: Ansu Sesay (Greenville Groove); 45 Spiele: 13,9 Punkte, 4,6 Rebounds, 2,5 Assists
- 2002/03: Devin Brown (Fayetteville Patriots); 44 Spiele: 16,9 Punkte, 4,1 Rebounds, 2,0 Assists
- 2003/04: Tierre Brown (Charleston Lowgators); 41 Spiele: 18,6 Punkte, 3,3 Rebounds, 6,5 Assists
- 2004/05: Matt Carroll (Roanoke Dazzle); 24 Spiele: 20,1 Punkte, 2,8 Rebounds, 1,6 Assists
- 2005/06: Marcus Fizer (Austin Toros); 35 Spiele: 22,7 Punkte, 7,8 Rebounds, 3,3 Assists
- 2006/07: Randy Livingston (Idaho Stampede)[15]; 46 Spiele: 12,3 Punkte, 4,7 Rebounds, 10,6 Assists
- 2007/08: Kasib Powell (Sioux Falls Skyforce)[16]; 40 Spiele: 22,2 Punkte, 6,0 Rebounds, 3,0 Assists, 1,4 Steals
- 2008/09: Courtney Sims (Iowa Energy)
- 2009/10: Mike Harris (Rio Grande Valley Vipers)[17]
- 2010/11: Curtis Stinson (Iowa Energy)[18]
- 2011/12: Justin Dentmon (Austin Toros)[19]; 40 Spiele: 22,8 Punkte, 3,7 Rebounds, 5,5 Assists, 1,6 Steals
- 2012/13: Andrew Goudelock (Los Angeles D-Fenders); 37 Spiele: 21,4 Punkte, 4,1 Rebounds, 5,8 Assists
- 2013/14: Ron Howard (Fort Wayne Mad Ants); 49 Spiele: 20,5 Punkte, 4,3 Rebounds, 4,3 Assists
 & Othyus Jeffers (Iowa Energy); 44 Spiele: 20,9 Punkte, 9,9 Rebounds, 2,2 Steals
- 2014/15: Tim Frazier (Maine Red Claws); 41 Spiele: 16,1 Punkte, 7,1 Rebounds, 9,5 Assists
- 2015/16: Jarnell Stokes (Sioux Falls Skyforce); 28 Spiele: 20,6 Punkte, 9,3 Rebounds, 1,1 Assists
- 2016/17: Vander Blue (Los Angeles D-Fenders); 47 Spiele: 24,8 Punkte, 5,1 Rebounds, 3,0 Assists, 1,6 Steals
- 2017/18: Lorenzo Brown (Raptors 905); 32 Spiele: 18,8 Punkte, 5,2 Rebounds, 8,9 Assists, 1,8 Steals
- 2018/19: Chris Boucher (Raptors 905); 28 Spiele: 27,2 Punkte, 11,4 Rebounds, 4,1 Blocks bei einer Trefferquote von 51 % aus dem Feld
- 2020/21: Paul Reed (Delaware Blue Coats); 15 Spiele: 22,3 PPG, 11,9 RPG, 2,3 APG bei 55,8 % aus dem Feld.
- 2021/22: Trevelin Queen (Rio Grande Valley Vipers); 10 Spiele: 22,0 PPG, 6,2 RPG, 4,3 APG, 2,9 SPG bei 46,5 % aus dem Feld
- 2022/23: Carlik Jones (Windy City Bulls); 24 Spiele: 26,1 PPG, 4,4 RPG, 7,0 APG, 1,7 SPG bei 48,2 % aus dem Feld und 36,0	% bei Dreipunktschüssen
- 2023/24: Mac McClung (Osceola Magic); 27 Spiele: 25,7 PPG, 4,8 RPG, 6,6 APG, 1,2 SPG bei 50,8 % aus dem Feld und 39,6 % bei Dreipunktschüssen

## Rekorde
- Morris Almond stellte am 30. Januar 2008 den D-League-Punkterekord auf. Beim 102:87-Sieg seiner Utah Flash gegen die Bakersfield Jam erzielte er 53 Punkte.[20] Damit überbot er seinen eigenen Rekord von 51 Punkten, aufgestellt am 21. Dezember 2007 im Spiel gegen die Austin Toros.
- Der NBA D-League-Rekord für Rebounds in einem Spiel wurde am 9. Dezember 2007 von Rod Benson von den Dakota Wizards mit 28 Rebounds im Spiel gegen die Sioux Falls Skyforce aufgestellt.[21] Er überbot damit den bisherigen Rekord (26 Rebounds) von Rodney Bias vom 24. März 2005.
- Am 31. März 2007 beim 145:122-Sieg über die Colorado 14ers stellte die Sioux Falls Skyforce einen D-League-Rekord für Punkte in einem Spiel (145) auf. Zusätzlich brach die Skyforce auch die Bestmarke für Punkte in der zweiten Halbzeit (83). In diesem Spiel erzielten sowohl Stephen Graham (Sioux Falls) als auch Von Wafer (Colorado) jeweils 43 Punkte.
- Der MVP von 2006/07, Randy Livingston, stellte den Saisonrekord für Assists auf (488 Vorlagen während der Saison 2006/07). Außerdem verbuchte er am 26. Dezember 2007 den D-League-Assistrekord mit 22 Vorlagen gegen die Bakersfield Jam.[22]
- Courtney Sims von der Iowa Energy erzielte am 28. November 2008 ein Triple-double gegen Sioux Falls (22 Punkte, 17 Rebounds und 11 geblockte Würfe). Seine 11 Blocks glichen dabei den D-League-Rekord von Cheikh Samb aus.[23]